# Tiro esportivo nos Jogos Pan-Americanos de 2023 - Fossa olímpica masculino
A competição da fossa olímpica feminino do tiro esportivo nos Jogos Pan-Americanos de 2023 foi disputada em 26 e 27 de outubro de 2023 no Polígono de Tiro, em Pudahuel. Um total de 27 atiradores de 15 Comitês Olímpicos Nacionais (CON) participaram do evento.

## Calendário
Horário local (UTC−3).
| Data          | Hora  | Fase                   |
| ------------- | ----- | ---------------------- |
| 26 de outubro | 9:30  | Qualificatória – Dia 1 |
| 27 de outubro | 9:30  | Qualificatória – Dia 2 |
| 27 de outubro | 14:30 | Final                  |

## Medalhistas
| Ouro   | EAI Jean Pierre Brol |
| Prata  | VEN Leonel Martínez  |
| Bronze | EAI Hebert Brol      |

## Resultados

### Qualificatória
Os seis primeiros atiradores se classificam para a final.
| Pos. | Atirador             | CON                                 | Dia 1 | Dia 1 | Dia 1 | Dia 2 | Dia 2 | Total | S-off | Notas    |
| Pos. | Atirador             | CON                                 | 1     | 2     | 3     | 1     | 2     | Total | S-off | Notas    |
| ---- | -------------------- | ----------------------------------- | ----- | ----- | ----- | ----- | ----- | ----- | ----- | -------- |
| 1    | Jean Pierre Brol     | EAI Equipe de Atletas Independentes | 24    | 24    | 24    | 25    | 24    | 121   |       | Q, CB:3  |
| 2    | Jorge Orozco         | MEX México                          | 24    | 23    | 23    | 24    | 24    | 118   |       | Q        |
| 3    | Hebert Brol          | EAI Equipe de Atletas Independentes | 24    | 25    | 22    | 22    | 24    | 117   |       | Q, CB:34 |
| 4    | Alessandro de Souza  | PER Peru                            | 24    | 24    | 21    | 23    | 24    | 116   | +1    | Q, CB:25 |
| 5    | Derrick Mein         | USA Estados Unidos                  | 24    | 25    | 22    | 22    | 23    | 116   | +0    | Q, CB:48 |
| 6    | Leonel Martínez      | VEN Venezuela                       | 23    | 23    | 23    | 23    | 23    | 115   |       | Q, CB:10 |
| 7    | Jaison Santin        | BRA Brasil                          | 23    | 22    | 21    | 24    | 24    | 114   |       |          |
| 8    | William Hinton       | USA Estados Unidos                  | 21    | 22    | 25    | 22    | 24    | 114   |       | CB:4     |
| 9    | Joaquín Cisneros     | ARG Argentina                       | 21    | 24    | 24    | 23    | 21    | 113   |       |          |
| 10   | Hussein Daruich      | BRA Brasil                          | 23    | 24    | 23    | 22    | 21    | 113   |       | CB:12    |
| 11   | Franco González      | URU Uruguai                         | 20    | 22    | 24    | 21    | 25    | 112   |       |          |
| 12   | Claudio Vergara      | CHI Chile                           | 23    | 23    | 19    | 23    | 24    | 112   |       | CB:4     |
| 13   | Esteban Caro         | COL Colômbia                        | 22    | 23    | 23    | 22    | 22    | 112   |       | CB:1     |
| 14   | Mario Soares         | VEN Venezuela                       | 21    | 22    | 24    | 24    | 21    | 112   |       | CB:12    |
| 15   | Asier Cilloniz       | PER Peru                            | 19    | 22    | 19    | 24    | 25    | 109   |       |          |
| 16   | Eduardo Lorenzo      | DOM República Dominicana            | 21    | 21    | 21    | 23    | 23    | 109   |       |          |
| 17   | Justin St. John      | BAR Barbados                        | 21    | 22    | 24    | 21    | 21    | 109   |       | CB:6     |
| 18   | Fernando Vidal       | ARG Argentina                       | 20    | 20    | 23    | 21    | 24    | 108   |       | CB:7     |
| 19   | Danilo Caro          | COL Colômbia                        | 25    | 21    | 22    | 18    | 21    | 107   |       |          |
| 20   | Domingo Lorenzo      | DOM República Dominicana            | 20    | 21    | 22    | 22    | 20    | 105   |       |          |
| 21   | Cristóbal Valenzuela | CHI Chile                           | 23    | 24    | 18    | 20    | 19    | 104   |       | CB:17    |
| 22   | Luis Orranti         | MEX México                          | 21    | 22    | 20    | 19    | 21    | 103   |       | CB:7     |
| 23   | Manuel García        | PAN Panamá                          | 19    | 20    | 20    | 19    | 24    | 102   |       |          |
| 24   | Colin Grover         | CAN Canadá                          | 21    | 20    | 21    | 17    | 23    | 102   |       |          |
| 25   | César Menacho        | BOL Bolívia                         | 20    | 15    | 22    | 22    | 18    | 97    |       |          |
| 26   | Richard Greenidge    | BAR Barbados                        | 22    | 23    | 13    | 17    | 18    | 93    |       | CB:14    |
| 27   | Eduardo Taylor       | PAN Panamá                          | 20    | 20    | 18    | 18    | 17    | 93    |       | CB:1     |

### Final
| Pos.              | Atirador                | Séries | Séries | Séries | Séries | Séries | Séries | Notas |
| Pos.              | Atirador                | 1      | 2      | 3      | 4      | 5      | 6      | Notas |
| ----------------- | ----------------------- | ------ | ------ | ------ | ------ | ------ | ------ | ----- |
| Medalha de ouro   | EAI Jean Pierre Brol    | 20     | 24     | 29     | 33     | 38     | 43     | =     |
| Medalha de prata  | VEN Leonel Martínez     | 22     | 26     | 31     | 36     | 40     | 42     |       |
| Medalha de bronze | EAI Hebert Brol         | 19     | 23     | 28     | 30     | —      | —      |       |
| 4                 | PER Alessandro de Souza | 19     | 23     | 28     | —      | —      | —      |       |
| 5                 | USA Derrick Mein        | 18     | 22     | —      | —      | —      | —      |       |
| 6                 | MEX Jorge Orozco        | 16     | —      | —      | —      | —      | —      |       |